# Epanthidium nectarinioides
Epanthidium nectarinioides är en biart som först beskrevs av Carlos Schrottky 1903.  Epanthidium nectarinioides ingår i släktet Epanthidium och familjen buksamlarbin. Inga underarter finns listade i Catalogue of Life.